# Al-Najma SC
Al-Najma SC is een Bahreinse voetbalclub. Dit club heeft kampioenschap van hoogste niveau voetbal in 1974 behaald. Club speelt anno 2020 in Bahreinse Premier League.

## Erelijst
- Premier League : 1974-1975 (1x)
- Bahrein King's Cup : 1969, 1988, 1992, 1994, 2006, 2007, 2018 (7x)
- Bahrein Super Cup : 2007, 2008 (2x)

## Bekende (oud-)spelers
- Benoît Croissant

Al-Ahli · Al Hala · Al-Hidd · Al-Shabab · Al-Muharraq · Al-Najma · Al-Riffa SC · Busaiteen · East Riffa · Manama